# ماریان نارسیسو
ماریان نارسیسو (انگلیسی: Marianne Narciso؛ زادهٔ ۸ اوت ۱۹۹۱) بازیکن فوتبال اهل فیلیپین است.
وی همچنین در تیم ملی فوتبال زنان فیلیپین بازی کرده‌است.